# Amphitretus pelagicus
Amphitretus pelagicus (лат.) — вид мезопелагических осьминогов из семейства Amphitretidae. Характеризуются наличием одного ряда присосок на каждой руке (однорядные присоски), мягким гелеобразным телом и неполусферическими глазами. Средняя длина мантии 10 см, максимальная длина мантии самца 30 см. Обитают в тропических водах Индо-Тихоокеанского региона на глубине от 100 до 2000. Молодь держится на мелководье. Вид безвреден для человека и не является объектом промысла.